# Pirmin Spieß
Pirmin Spieß (* 13. April 1940 in Speyer) ist ein deutscher Rechtshistoriker.

## Leben
Spieß wurde 1969 an der Universität Heidelberg promoviert und 1978 mit der 1988 in 2. Auflage erschienenen Habilitationsschrift Rüge und Einung dargestellt anhand süddeutscher Stadtrechtsquellen aus dem Mittelalter und der frühen Neuzeit in Heidelberg habilitiert. Er lehrte an der Universität Mannheim Bürgerliches Recht und Rechtsgeschichte und war Geschäftsführer des dortigen Instituts für Landeskunde und Regionalforschung. Als Nachfolger von Franz-Josef Heyen war er zwölf Jahre Präsident der Gesellschaft für mittelrheinische Kirchengeschichte und veranstaltete mehrere große landes- bzw. kirchengeschichtliche Tagungen z. B.: in Frankfurt (Frankfurter Konzil), Speyer und Worms. Nach seiner Emeritierung widmet er sich verstärkt als Vorsitzender der von dem Rechtsanwalt Karl Richard Weintz (1908–2010) begründeten Stiftung zur Förderung pfälzischer Geschichtsforschung in Neustadt an der Weinstraße.

## Schriften (Auswahl)
- Verfassungsentwicklung der Stadt Neustadt an der Weinstrasse von den Anfängen bis zur französischen Revolution. Historischer Verein der Pfalz, Speyer 1970 (zugleich Dissertation, Universität  Heidelberg, 1969).
- Rüge und Einung, dargestellt anhand süddeutscher Stadtsrechtsquellen aus dem Mittelalter und der frühen Neuzeit. Historisches Museum der Pfalz, Speyer 1988 (zugleich Habilitationsschrift Universität Mannheim, 1978).
- Palatia historica. Gesellschaft für Mittelrheinische Kirchengeschichte, Mainz 1994, ISBN 978-3-929135-07-7.
- Kleine Geschichte der Stadt Neustadt. DRW-Verlag, Karlsruhe/Leinfelden-Echterdingen 2009, ISBN 978-3-7650-8514-7.
- mit Karl Richard Weintz: Kurfürst Ruprecht I. und II. mit dem Heidelberger Hof in Neustadt 1388–1391. Stiftung zur Förderung der Pfälzischen Geschichtsforschung, Neustadt an der Weinstraße 2020, ISBN 978-3-942189-26-2.
- Jörg Peltzer, Bernd Schneidmüller (Hrsg.): Neustadt und die Pfalzgrafschaft im Mittelalter. Stiftung zur Förderung der pfälzischen Geschichtsforschung, Neustadt an der Weinstraße 2021, ISBN 978-3-942189-29-3.
- Kleine Geschichte der Stadt Neustadt an der Weinstraße. verlag regionalkultur, Ubstadt-Weiher/Heidelberg/Stuttgart/Speyer/Basel 2022, ISBN 978-3-95505-992-7.